# Gabucinia delibata
Espèce
Gabucinia delibata est une espèce d'acariens de la famille des Gabuciniidae.

## Systématique
L'espèce Gabucinia delibata a été initialement décrite en 1877 par le biologiste français Charles Philippe Robin (1821-1885) sous le protonyme de Pterolichus delibatus et ce dans une publication coécrite avec le vétérinaire et entomologiste français Jean Pierre Mégnin (1828-1905).
Selon les sources c'est indifféremment Robin ou Mégnin qui sont mentionnés mais la publication précise explicitement Robin.

## Description
Gabucinia delibata est un parasite des plumes retrouvé chez certains oiseaux, tels que le Crave à bec rouge et ses juvéniles, le Choucas des tours, la Corneille noire ou le Corbeau freux, ou encore chez le Canard de Barbarie.
De forme générale ovoïde, Gabucinia delibata mesure environ 0,5 mm et est d'une couleur gris roussâtre. Les larves, hexapodes et blanc grisâtre, mesurent de 0,27 à 0,30 mm et sont larges de 0,12 à 0,14 mm. Les œufs mesurent 0,26 mm de longueur et 0,06 mm en largeur.

## Étymologie
Son épithète spécifique dérive du latin delibatus, « entamé, fendu ».

## Publication originale
- Ch. Robin et P. Mégnin, « Mémoire sur les Sarcoptides plumicoles - Deuxième partie », Journal de l'anatomie et de la physiologie normales et pathologiques de l'homme et des animaux, Paris, Inconnu, vol. 13,‎ 1877, p. 391-429 (OCLC 1624300, lire en ligne).